# Mistrzostwa Europy w Łucznictwie Polowym 2013
20. Mistrzostwa Europy w łucznictwie polowym odbyły się w dniach 25 sierpnia – 1 września 2013 roku w Terni (Włochy). Zawodniczki i zawodnicy startowali w konkurencji łuków dowolnych, gołych oraz bloczkowych.
Polacy nie startowali.

## Medaliści

### Kobiety
| Konkurencja:     | Złoto:                                                        | Srebro:                                                        | Brąz:                                                         |
| łuk dowolny      | Jessica Tomasi                                                | Elena Richter                                                  | Brina Božič                                                   |
| łuk bloczkowy    | Toja Černe                                                    | Ivana Buden                                                    | Katia D'agostino                                              |
| łuk goły         | Ulrike Koini                                                  | Andrea Raigel                                                  | Eleonora Strobbe                                              |
| zawody drużynowe | Włochy · Katia D'agostino · Eleonora Strobbe · Jessica Tomasi | Austria · Laurance Baldauff · Eva-Maria Probst · Andrea Raigel | Francja · Laure Deflau · Chrystelle Garitat · Eliette Lalouer |

### Mężczyźni
| Konkurencja:     | Złoto:                                                        | Srebro:                                                       | Brąz:                                                        |
| łuk dowolny      | Jérôme Bidault                                                | Sebastian Rohrberg                                            | Heribert Dornhofer                                           |
| łuk bloczkowy    | Slavko Turšič                                                 | Njaal Aamaas                                                  | Dejan Sitar                                                  |
| łuk goły         | Alessandro Giannini                                           | Olivier Roy                                                   | Bobby Larsson                                                |
| zawody drużynowe | Niemcy · Marcus Laube · Sebastian Rohrberg · Richard Klesmann | Francja · Jérôme Bidault · Jean-Philippe Dorget · Olivier Roy | Włochy · Luca Palazzi · Antonio Pompeo · Alessandro Giannini |

### Juniorki
| Konkurencja:  | Złoto:         | Srebro:          | Brąz:         |
| łuk dowolny   | Marion Vives   | Sandra Andersson | Bryony Pitman |
| łuk bloczkowy | Mimmi Eriksson | Sabrina Franzoi  | Maja Orlic    |
| łuk goły      | Louise Rees    | Jessica Nilsson  | Anna Carrasco |

### Juniorzy
| Konkurencja:     | Złoto:                                                           | Srebro:                                                      | Brąz:                                                            |
| łuk dowolny      | Patrick Huston                                                   | Quentin Baraer                                               | Jan Zapletal                                                     |
| łuk bloczkowy    | Isak Carlsson                                                    | Staš Modic                                                   | Mario Vavro                                                      |
| łuk goły         | Raphael Petit Minuesa                                            | Anton Cekal                                                  | Alessio Noceti                                                   |
| zawody drużynowe | Francja · Quentin Baraer · Lucas Le Baut · Raphael Petit Minuesa | Włochy · Fabio Fancello · Gianluca Ruggiero · Alessio Noceti | Wielka Brytania · Patrick Huston · Luke Pennell · Craig McCreery |

## Klasyfikacja medalowa
| Lp. | Państwo         | Złoto | Srebro | Brąz | Razem |
| 1.  | Francja         | 4     | 3      | 1    | 8     |
| 2.  | Włochy          | 3     | 2      | 5    | 10    |
| 3.  | Szwecja         | 2     | 3      | 1    | 6     |
| 4.  | Niemcy          | 2     | 2      | 0    | 4     |
| 5.  | Słowenia        | 2     | 1      | 2    | 5     |
| 6.  | Wielka Brytania | 2     | 0      | 2    | 4     |
| 7.  | Austria         | 0     | 2      | 1    | 3     |
| 8.  | Chorwacja       | 0     | 1      | 2    | 3     |
| 9.  | Norwegia        | 0     | 1      | 0    | 1     |
| 10. | Czechy          | 0     | 0      | 1    | 1     |